# 오마르 크르빈
오마르 마헤르 크르빈(아랍어: عمر ماهر خربين, 1994년 1월 15일 ~ )는 시리아의 축구 선수로 현재 UAE 프로리그의 알와흐다 FC에서 공격수로 활약하고 있으며 2012년부터 시리아 대표팀의 일원으로도 활약 중이다.

## 클럽 경력
2009년 알와흐다 SC에서 데뷔하여 2013년까지 4시즌동안 활동했고 이후 2013년 이라크 스타스 리그의 알쿠와 알자위야로 이적해 2015년까지 리그 30경기 11골을 기록했으며 2015년 알미나 SC로 이적하여 10경기에서 10골을 터뜨리는 활약을 펼쳤다.
그리고 UAE 프로리그의 알다프라 FC로 트레이드되어 14경기에서 8골을 터뜨렸고 2017년 사우디 프로페셔널리그의 알힐랄 SFC로 임대 이적하여 10경기 7골을 뽑아낸 후 알힐랄로의 완전 이적을 확정했다.
또한 완전 이적 후 36경기 13골을 터뜨리며 사우디 프로리그 3회 우승, 사우디아라비아 국왕컵 2회 우승, 2017년 AFC 챔피언스리그 준우승, 2018년 사우디 슈퍼컵 우승, 2019년 AFC 챔피언스리그 우승 등에 공헌했고 특히 팀이 우승을 차지한 2017년 AFC 챔피언스리그에서 10골을 터뜨려 이 대회 득점왕에 등극했으며 이에 힘입어 2017년 아시아 올해의 축구 선수에 선정되는 영예를 안았다.
그 뒤 2019년 이집트 프리미어리그의 피라미즈 FC로 임대 이적하여 12경기 6골을 기록한 후 다시 알힐랄로 전격 복귀했다.

## 국가대표팀 경력
2012년 11월 20일 팔레스타인과의 친선 경기에서 국제 A매치 데뷔전을 치른 이후 2019년까지 A매치 통산 44경기에서 18골을 터뜨리면서 2012년 서아시아 축구 선수권 대회 우승에 이바지했고 2018년 FIFA 월드컵 아시아 지역 예선에서는 무려 10골을 터뜨리며 시리아 축구 역사상 첫 지역 예선 플레이오프 진출에 크게 기여했으며 2019년 AFC 아시안컵에도 출전하여 호주와의 경기에서 득점을 기록했으나 팀의 조별리그 탈락을 막지는 못했다.
그리고 2019년 10월 20일 몰디브와의 친선 경기에 출전했고 이후 2020년 11월 섀도 스트라이커로 뛰자고 제안한 뒤 나빌 말룰 감독이 이끄는 시리아 대표팀 명단에서 제외되었다고 언급했다.